# Corapipo
Corapipo is een geslacht van manakins (Pipridae) en kent drie soorten.

## Soorten
Het geslacht bestaat uit de volgende soorten:
- Corapipo altera – Westelijke witbefmanakin
- Corapipo gutturalis – Witkeelmanakin
- Corapipo leucorrhoa – Oostelijke witbefmanakin